# دورنا (اورگن)
دورنا (به انگلیسی: Dorena) یک منطقهٔ مسکونی در ایالات متحده آمریکا است که در شهرستان لین، اورگن واقع شده‌است. دورنا ۲۸۱٫۰۳ متر بالاتر از سطح دریا واقع شده‌است.